# Germanischer Lloyd guidelines for fuel cells on ships and boats
De Germanischer Lloyd guidelines for fuel cells on ships and boats is een richtlijn voor brandstofcellen op schepen en boten van de Germanischer Lloyd, een classificatiebureau dat gevestigd is in de stad Hamburg, Duitsland. In Europa wordt het gebruikt als richtlijn voor brandstofcellen op schepen en boten.
Normeringen en richtlijnen worden herhaaldelijk genoemd als een grote institutionele belemmering voor de inzet van waterstoftechnologie en de ontwikkeling van een waterstofeconomie. Om de commercialisering van waterstof in consumentenproducten, bouwvoorschriften, apparatuur en andere technische standaarden te bevorderen worden er nieuwe richtlijnen ontwikkeld en erkend door landelijke, provinciale en lokale overheden.
Deze richtlijn voor brandstofcellen op schepen en boten wordt gebruikt voor de eerste brandstofcel schepen in de wereld, zoals de Hydra, Tuckerboot, Jacht no 1, Zebotec en Zemships.